# Almedalen
Almedalen is een park in de Zweedse stad Visby op het eiland Gotland. Het is aangelegd op het laag gelegen terrein van de verlande middeleeuwse haven van de stad ten noorden van de oude binnenstad. Het park is genoemd naar de iepen (Zweeds: alm) waarmee het oorspronkelijk beplant werd.
Bij het park liggen een bibliotheek, de congreshal Wisby Strand, de universiteit van Gotland en het kasteel Rindi.
Het park is echter het meest bekend door het politieke evenement dat ieder jaar in week 27 gehouden wordt, de Almedalsveckan (Almedalenweek), die op initiatief van de later vermoorde Olof Palme werd ingesteld.